# Sigirino
Sigirino  är en ort i kommunen Monteceneri i kantonen Ticino, Schweiz. 
Sigirino var tidigare en självständig kommun, men 21 november 2010 blev Sigirino en del av nybildade kommunen Monteceneri.